# Martin Faustmann
Martin Faustmann (* 19. Februar 1822 in Gießen; † 1. Februar 1876 in Babenhausen) war ein deutscher Forstwissenschaftler und Förster.

## Leben
Faustmann begann 1841 an der Universität Gießen zunächst katholische Theologie zu studieren, gab dieses Studium schon nach einem Semester auf und wandte sich der Forstwissenschaft zu. Er studierte bei Carl Justus Heyer und Karl Zimmer und legte 1846 die erste, 1848 die zweite forstliche Staatsprüfung ab. Schon ab 1846 wurde er Mitarbeiter der von Georg Wilhelm von Wedekind redigierten Allgemeinen Forst- und Jagdzeitung. 1857 wurde er Oberförster von Dudenhofen mit Wohnsitz in Babenhausen bei Darmstadt, wo er bis zu seinem Tod blieb.

## Leistungen
Von Bedeutung bis in die Gegenwart wurde Faustmann durch das Aufstellen einer Formel zur Berechnung des Wertes von Baumbeständen, die Faustmannsche Bodenertragswertformel. In heutiger Notation lautet sie:
{\displaystyle B_{u}={\frac {A_{u}+D_{a}(1+r)^{u-a}+\ldots +D_{q}(1+r)^{u-q}-c\,(1+r)^{u}}{(1+r)^{u}-1}}-{\frac {v}{r}}}
Dabei ist:
| B   | Bodenertragswert                          |
| A   | Abtriebswert (kostenfreier Abtriebserlös) |
| D   | erntekostenfreier Durchforstungserlös     |
| c   | Kulturkosten                              |
| v   | jährliche Fixkosten                       |
| u   | Umtriebszeit                              |
| a,q | Durchforstungsalter                       |
| r   | Kalkulationszinssatz                      |

Diese Formel fand vor allem Verwendung in der von Max Preßler 1858 formulierten Bodenreinertragslehre, aus der sich ergab, dass die Waldbewirtschaftung mit Fichten- und Kiefermonokulturen und periodischem Kahlschlag die rentabelste Form der Waldwirtschaft sei, insofern hat dieser Formel ihre (ökologisch unerfreulichen) Auswirkungen bis in die Gegenwart.
Die von Preßler formulierte marginalanalytische Lösung der Faustmannschen Formel wurde von Bertil Ohlin 1921 formal hergeleitet. Die Gleichgewichtsbedingung der marginalanalytischen Lösung der Faustmannschen Formel wird als Faustmann-Preßler-Ohlin-Theorem (FPO-Theorem) bezeichnet und bildet eine der Grundlagen der modernen wissenschaftlichen Forstwirtschaft.
Darüber hinaus entwickelte Faustmann zusammen mit seiner Frau das Spiegelhypsometer, ein Gerät zur Höhenmessung von Bäumen.
Eine seiner letzten Arbeiten war das Erstellen einer Formel zur Berechnung des Vermögens der hessischen Forstwitwenkasse, aus der sich die Möglichkeit einer ansehnlichen Erhöhung der jährlichen Witwenpension ergab, was dann auch realisiert wurde. Erste Nutznießerin dieser Erhöhung wurde nach Faustmanns Tod seine Witwe.

## Schriften
Faustmann veröffentlichte seine Schriften überwiegend in der Allgemeinen Forst- und Jagd-Zeitung (AFuJZ) und in den ebenfalls von Wedekind herausgegebenen Jahrbüchern der Forstkunde (JdF).
- Beleuchtung eines neuen Verfahrens, den Cubikinhalt von Baumstämmen zu bestimmen. AFuJZ 1847
- Auflösung einer Aufgabe der Waldwerthberechnung AFuJZ 1849
- Berechnung des Werthes, welchen Waldboden, sowie noch nicht haubare Waldbestände für die Waldwirtschaft besitzen. AFuJZ 12/1849. S. 441–455
- Das Verhältniß zwischen Holz- und Bodenwerth. AFuJZ 1853
- In welchem „Alter“ sind Holzbestands- und Bodenwerth einander gleich? AFuJZ 1853
- Ueber ein gemeinsames Maß- und Gewichtssystem in der Forstwirthschaft. AFuJZ 1853
- Die Taxation des zum Bergbau bestimmten Waldbodens und über Bemessung der Einträglichkeit der verschiedenen Bestands-, Betriebs und Culturarten. JdF 1853
- Wie berechnet man den Geldwerth junger, noch nicht haubarer Holzbestände … AFuJZ 1854
- Eine Verbesserung an den Baumhöhenmessern. AFuJZ 1854
- Die Stammzahl in ihrem Verhältniß zur Holzmasse der Bestände. AFuJZ 1855
- Das Spiegelhypsometer. AFuJZ 1856
- Der Waldwegbau im Basaltgebirge mit Hinweis auf andere geognostische Formationen. AFuJZ 1857
- Der aussetzende und nachhaltige Betrieb in Beziehung zur Waldwerthberechnung und Erörterung der Frage, ob der Werth einer isolirten Waldparzelle durch ihre Verbindung mit einem größeren Nachhaltscomplexe sich ändere? AFuJZ 1865
- Das Spiegelhypsometer in seiner Einrichtung für Metermaß. Judeich’scher Forstkalender für 1874 (II. Theil)